# Rhein-Bus Verkehrsbetrieb
Die Rhein-Bus Verkehrsbetrieb GmbH ist ein regionales Busunternehmen aus Düsseldorf.
Das Unternehmen wurde 1994 von der Rheinbahn AG und der Transdev GmbH gegründet und ist zu je 50 % im Besitz der beiden Verkehrsunternehmen.
Seit mehr als 25 Jahren ist die Rhein-Bus Verkehrsbetrieb GmbH fester Bestandteil der Mobilität der Menschen in Düsseldorf und Umgebung.
Das Unternehmen beschäftigt etwa 100 Mitarbeiterinnen und Mitarbeiter im Linien- und Schülerverkehr. 
Der Geschäftsführer ist Thomas Dödtmann.